# Црква Светог Николе у Прекодолцу
Црква Светог оца Николаја Мирликијског Чудотворца у Прекодолцу, насељеном месту на територији општине Владичин Хан, православни је храм који припада Епархији врањској Српске православне цркве.
Црква посвећена Светом Николи подигнута је у периоду између 1900. и 1905. године. Иконостас у цркви осликан је између 1903. и 1905. године, прилично је очуван и садржи 50 икона. На већини икона налази се потпис иконописца Т. И. Буџароског.
У непосредној близини храма подигнут је Споменик тетовским мученицима, невино побијеним од стране бугарског окупатора, 1. новембра 1943. године у Владичином Хану. Уз цркву, са северне стране, налази се звоник, саграђен 1956. године.
Црква је више пута обнављана, а последњи пут 1995. године, када је 16. априла Епископ врањски Пахомије извршио мало освећење. Исте године подигнути су парохијски дом и народна трпезарија. У периоду од 1995. до 2000. године, саграђена су два стана за свештенике и подигнута је капела са пратећим просторијама за вршење опела.